# مؤرخ عسكري
التأريخ العسكري هو علم يتناول استكشاف وعرض التاريخ العسكري. والتاريخ العسكري هو تصنيف فرعي للتاريخ. يقوم المؤرخ العسكري بتحليل وعرض أحداث حربية. كما أن المؤرخ يحصل على معلوماته من خلال التاريخ، مصادر مكتوبة، لكن أيضا عن طريق البحث والتنقيب. يشمل عمله كذلك على إنشاء السير الذاتية للتاريخ العسكري للأفراد.
يقوم أغلب المؤرخين العسكريين بدراستهم ودوراتهم لدى جامعات القوات المسلحة.